# Alsópatak
Alsópatak (románul: Valea Mare de Codru)  település Romániában, a Partiumban, Bihar megyében.

## Fekvése
A Király-erdő alatt, Tenkétől északkeletre fekvő település.

## Története
Nagypatak nevét 1808-ban említette először oklevél Nagypatak, Valeamáre néven, mint a  nagyváradi ortodox püspök birtokát. A település földesura a nagyváradi 1. sz. püspökség volt, mely itt a 20. század elején is birtokos volt. 1821-ben ortodox templomát is említették. 1851-ben Fényes Elek írta a településről:
Nagypatak, románul Válemáre, Bihar vármegyében, 300 óhitü lakossal, s anyatemplommal, fejér agyagos, sovány földdel, erdővel. Birja a váradi deák püspök.
1910-ben 228 lakosából 218 román, 3 magyar volt. Ebből 223 görögkeleti ortodox, 3 izraelita volt. A trianoni békeszerződés előtt Bihar vármegye Magyarcsékei járásához tartozott.

## Nevezetességek
- Görög keleti temploma 1721-ben épült.